# Читагонг
Читагонг (на бенгалски: চট্টগ্রাম) е град в Югоизточен Бангладеш, административен център на област Читагонг.

## География
Разположен е при вливането на река Карнафули в Бенгалския залив. Разполага с най-голямото пристанище в страната.
Има около 4 000 000 жители (2007), скоето се нарежда на 2-ро място по Население в Бангладеш (след столицата Дхака).

## Личности
Родени в Читагонг
- Мухамад Юнус (р. 1940) – учен-икономист и предприемач-банкер

1. ↑  en.banglapedia.org